# Dinastia
A Dinastia é a série de reis e rainhas de uma mesma família que se sucedem no governo. Historiadores consideram tradicionalmente muitos estados soberanos da história num quadro de sucessivas dinastias, por exemplo, o Antigo Egito e a China imperial. Grande parte da história política europeia é dominada por dinastias, como os Merovíngios, Carolíngios, Capetianos, Avis, Courtenay, Bourbons, Orleans, Habsburgos, Stuarts, Wettin, Hohenzollerns, Hohenstaufen e os Romanovs.
De acordo com o historiador inglês David Thomson, o conceito básico do sistema monárquico era que o direito hereditário era a melhor forma de garantir o poder político. A sucessão hereditária afastava os perigos de uma sucessão disputada e assim as famílias titulares tinham um interesse natural em transmitir aos seus descendentes mais poder e prestígio. Desta forma centralizavam o governo em suas próprias mãos, atribuindo ao estado uma autoridade mais absoluta.
Dinastias são também conhecidas por casas reais, como no caso da Casa de Windsor e Casa de Grimaldi. Estas podem ser imperiais, monárquicas, ducais, principescas, ou condais, dependendo do título de seus governantes. O termo dinastia é também utilizado para se referir à época em que a família reinou, bem como para eventos, tendências e artefatos da época (por exemplo, um vaso da dinastia Ming).
Enquanto na língua inglesa inclui referências a um conjunto de famílias proeminentes e influentes como dinastias, em grande parte do mundo, a palavra tem sido associada com a monarquia e definido patrilinearmente. Parentesco e herança foram predominantemente visto e legalmente calculado através da descendência de um ancestral comum na linha masculina. No entanto, os homens descendem de uma dinastia através de mulheres, por vezes, adotou o nome de dinastia que ao reivindicar a sua posição ou herança (por exemplo, Casa de Orange, Casa de Bagratione, Casa de Habsburgo-Lorena).
O Japão tem a mais longa dinastia existente: a dinastia Yamato, que consiste de uma família imperial e o imperador. A dinastia foi fundada em 660 a.C e dura até os dias de hoje. Seu poder, no entanto, tem oscilado entre o absolutismo monárquico e uma função estritamente cerimonial ou figurativa (atualmente uma monarquia constitucional).
Em geral, a sucessão do soberano obedece à regra da primogenitura. A partir do primogênito, os demais membros da família do soberano fazem parte da linha sucessão, segundo o grau de parentesco. Nem sempre, porém, o parentesco precisa ser biológico: a dinastia romana dos Antoninos, por exemplo, era formada por filhos adotivos.
Embora seja um postura política usual da monarquia também nos regimes republicanos, o termo é usado, por analogia, para descrever uma família que se mantém no poder ao longo de gerações, como a "dinastia Somoza", na Nicarágua, a "dinastia Duvalier", no Haiti e a "dinastia Kim", na Coreia do Norte.
Por extensão, a palavra "dinastia" nem sempre se refere a uma linhagem de pessoas que se sucedem no governo de geração em geração como fora tradicionalmente definido, também se-pode considerar como dinastia uma família que não necessariamente governe uma nação (como um monarca, por exemplo), mas, que detém grande influência na política,  governo e/ou negócios locais, exemplos notáveis de dinastias desse tipo são: A Família Kennedy, a proeminente família de banqueiros judaica Rothschild, Rockefeller, Bush, etc. 
Na Grécia antiga, dinasta era o nome dado a membros de algumas oligarquias ou a reis de pequenos territórios.

## Etimologia
A palavra dinastia deriva (via latim) do grego δυναστεία (dunasteia), "poder, do domínio, dominação", que vem de δυνάστης (dunastēs): "senhor, governador", por sua vez, de δύναμις (dunamis), "poder", e, finalmente, a partir de δύναμαι (dunamai), "ser capaz".